# 줄리 맥니븐

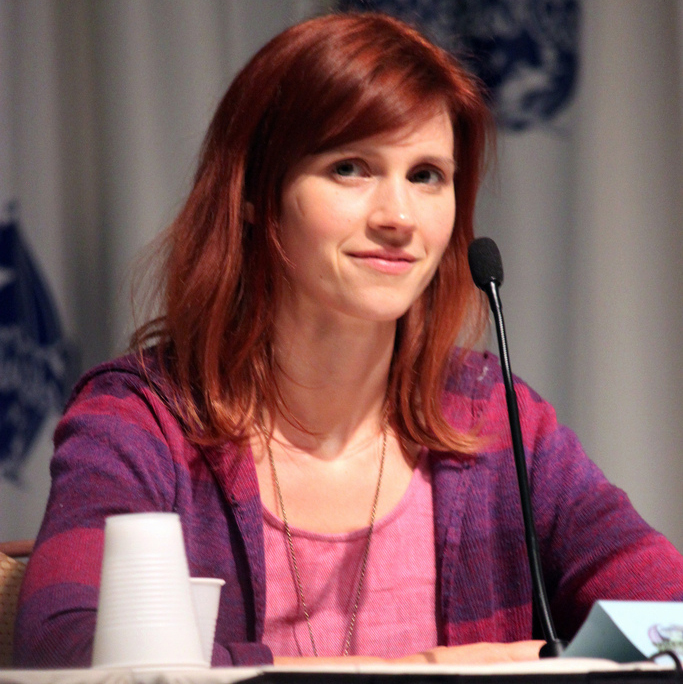

줄리 맥니븐(Julie McNiven, 1980년 10월 11일 ~ )는 미국의 배우, 텔레비전 배우, 영화배우이다.

## 방송
- 매드맨 3
- 수퍼내추럴 시즌4
- 매드맨 2
- 매드맨 1

## 영화
- 더 포제션 오브 마이클 킹 (2014년) - 베스 킹 역
- 스크류드 (2013년)
- 소일렌트 (2012년)
- 매드 맨 3 (2009년) - 힐디 역
- SGU 스타게이트 유니버스 (2009년)
- 매드 맨 2 (2008년) - 힐디 역
- 머쉰 차일드 (2007년)
- 고 고 테일스 (2007년)
- 매드 맨 1 (2007년)
- 어크로스 더 유니버스 (2007년)
- 그룸스맨 (2006년)
- 수퍼내추럴 시즌1 (2005년)
- 칼리토 2 - 칼리토의 법칙 (2005년)